# Церква Пресвятої Тройці (Пишківці)
Церква Пресвятої Тройці — парафія і храм Бучацького деканату Бучацької єпархії Української греко-католицької церкви в с. Пишківцях Бучацького району Тернопільської області.

## Історія

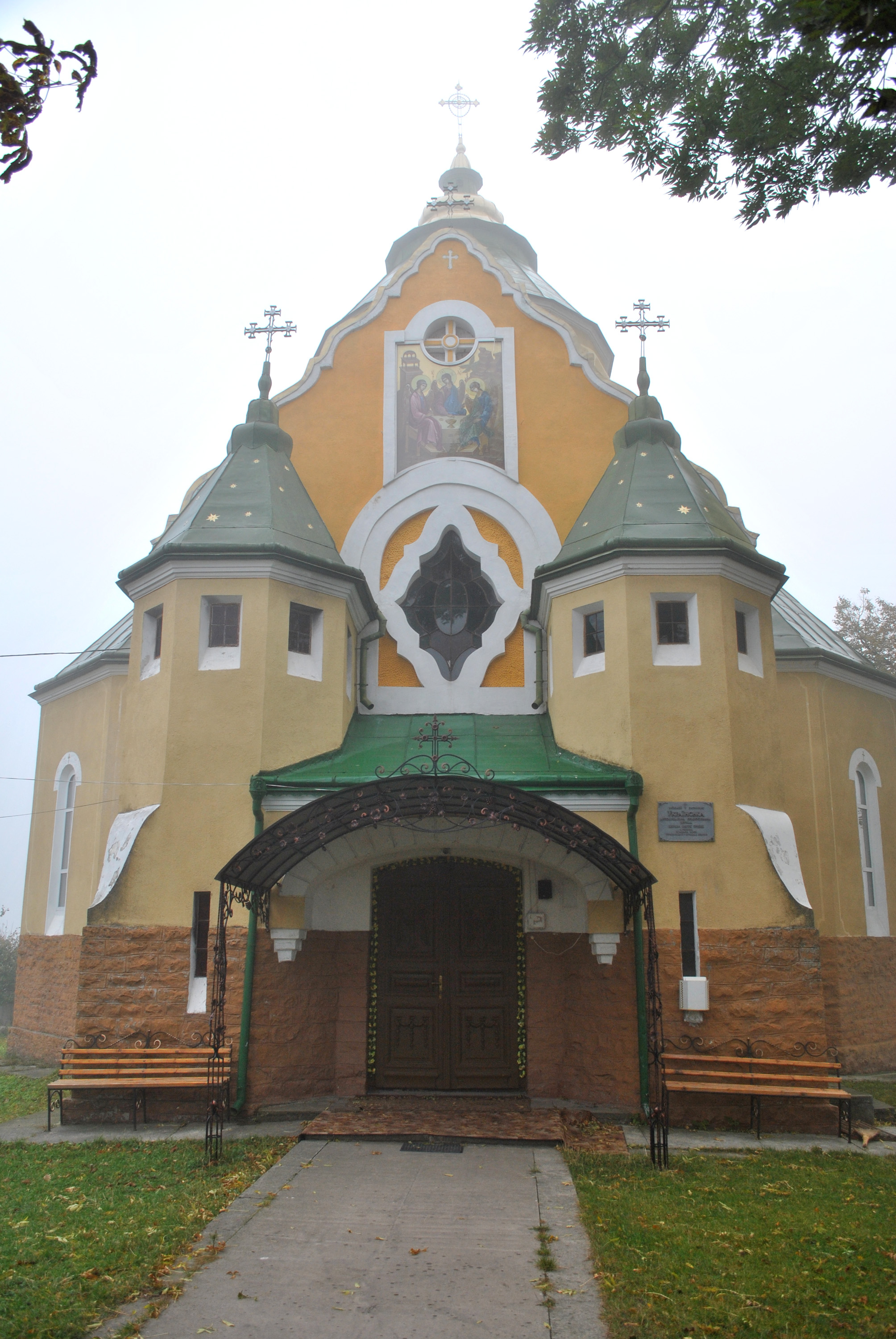
Фасад церкви Святої Тройці (ПЦУ), яка до 1946 року належала УГКЦ

За даними шематизму Станиславівської єпархії, в 1785 р. парафія та храм с. Пишківці належали до УГКЦ. У 1840 р. зі старого храму перебудувавши новий, дерев'яний.
У 1923—1928 роках побудовано мурований храм, який освятив владика Станиславівської єпархії Григорій (Хомишин).
У 1946—1961 рр. парафія і храм були в підпорядкуванні Російської православної церкви. У 1961 р. храм закрила державна влада.
У 1991 р. громада села конфесійно поділилася на віруючих УГКЦ і УАПЦ (тепер належить до ПЦУ), храм залишився за ними.
Парафію офіційно відновлено в липні 1991 року. Першу Святу Літургію 7 січня 1994 р. відправили під хрестом, пізніше молилися у приватному помешканні Марії Скульської, а відтак — у приміщенні старої школи.
Упродовж 2003—2006 рр. тривало будівництво храму, проект якого розробив архітектор Михайло Нетриб'як. Храм зводили за пожертви парафіян, жителя США Теодора Стельмаха, уродженця с. Пишківці, а також за підтримки керівництва Бучацького радгоспу-технікуму та благодійної організації із Німеччини «Церква в потребі».
У 2012 р. на храмовий празник Пресвятої Тройці Святу Літургію очолив владика Бучацькоі спархії Димитрій Григорак та освятив фігуру Пресвятої Богородиці. На завершення Святих Місій, які проводили отці і сестри Редемптористи в листопаді 2013 р., владика Димитрій також відвідав парафію, звершив Святу Літургію та очолив похід вулицями села із місійним хрестом.
При парафії діють: братство «Апостольство молитви» (очолює Мирослава Іжук), Марійська дружина (Наталя Пискливець), Вівтарна дружина, біблійний гурток. Катехизацію проводить Надія Сулим. Голова парафіяльної ради — Михайло Каліка. На території парафії є фігура Пресвятої Богородиці.

## Парохи
| Ім'я                     | Роки              | Коротка довідка                                                             | Світлина |
| ------------------------ | ----------------- | --------------------------------------------------------------------------- | -------- |
| о. І. Михалевич          | 1886—1903         |                                                                             |          |
| о. Ізидор Бобікевич      | 1903—1910         |                                                                             |          |
| о. Олександр Шарковський | 1910—1919         |                                                                             |          |
| о. Іван Корович          | 1919              |                                                                             |          |
| о. Денис Нестайко        | 1919—1920         |                                                                             |          |
| о. Євстахій Барановський | 1920—1921         |                                                                             |          |
| о. Іван Мартинник        | 1921—1923         |                                                                             |          |
| о. Ілларіон Лушпинський  | 1923—1931         | за його служіння якого в 1923—1928 роках побудовано мурований храм          |          |
| о. Михайло Панчишин      | 1931—1944         |                                                                             |          |
| о. Ярослав Богатюк       | 1944—1946         |                                                                             |          |
| о. Нестор Погорецький    | 1946—1961         | у 1946 році парафію примусово підпорядкували Російській православній церкві |          |
| о. Василь Чверенчук      | 1991—2008         |                                                                             |          |
| о. Володимир Старик      | 2008—2010         |                                                                             |          |
| о. Володимир Гнилиця     | від 2010 і донині | адміністратор парафії                                                       |          |

## Джерело
- Парафія с. Пишківці.. Церква Пресвятої Тройці // Бучацька єпархія УГКЦ. Парафії, монастирі, храми. Шематизм / Автор концепції Куневич Б.; керівник проєкту, науковий редактор Стоцький Я. — Тернопіль : ТОВ «Новий колір», 2014. — С. 67. : іл. — ISBN 978-966-2061-30-7.